# Oulton Park International Gold Cup
Der Oulton Park International Gold Cup (auch: Oulton Park Gold Cup oder International Gold Cup) war eine Automobilsportveranstaltung, die in der zweiten Hälfte des 20. Jahrhunderts etwa 40-mal auf der britischen Rennstrecke Oulton Park stattfand. Von 1954 bis 1996 war der Gold Cup Bestandteil wechselnder Meisterschaften in unterschiedlichen Motorsportklassen, darunter die Formeln 2, 3000 und 5000. In einigen Jahren wurde der Gold Cup auch nach den Regeln der Formel 1 ausgetragen; diese Rennen zählten aber jeweils nicht zur Weltmeisterschaft. Im 21. Jahrhundert gibt es unter der Bezeichnung Oulton Park Gold Cup Veranstaltungen des historischen Motorsports.

## Geschichte

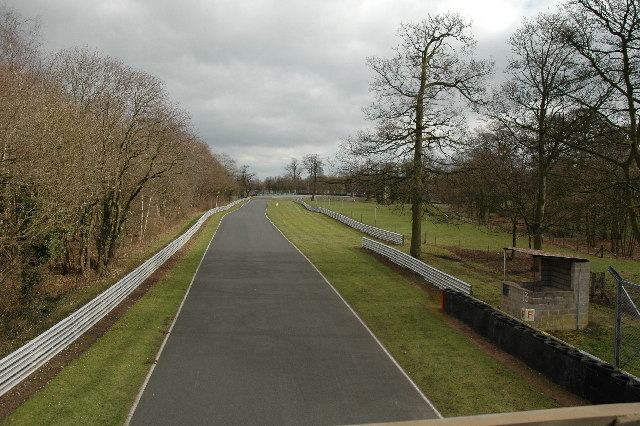
Streckenabschnitt des Oulton Park Circuit

### Wechselnde Meisterschaften
Der erste Oulton Park Gold Cup fand 1954 statt, ein Jahr nach der Eröffnung der permanenten Rennstrecke in der ursprünglich als Oulton Estate bekannten Parkanlage in der nordwestenglischen Grafschaft Cheshire. Die Veranstaltung war ein Formel-1-Rennen ohne Weltmeisterschaftsstatus. In dieser Form etablierte es sich in den nächsten eineinhalb Jahrzehnten; nur vereinzelt war der Gold Cup in diesen Jahren ein Formel-2-Rennen. Als in den späten 1960er-Jahren – nicht zuletzt aus Kostengründen – das Interesse der Teams und Fahrer an Rennen außerhalb der Formel-1-Weltmeisterschaft nachließ, öffneten die Organisatoren des Gold Cup das Starterfeld zeitweise für Rennwagen anderer Formeln. Beim Gold Cup 1969 gingen Formel-1-, Formel-2- und Formel-5000-Wagen nebeneinander an den Start, danach waren drei Jahre hintereinander Autos nach Regeln der Formel 1 und der Formel 5000 nebeneinander zugelassen. Von 1973 bis 1975 war der Gold Cup dann ein Lauf der Europäischen Formel-5000-Meisterschaft, bevor er ab 1978 vier Jahre lang zum Kalender der an die Formel 1 angelehnten Aurora-Serie gehörte, die alternativ auch als Britische Formel-1-Meisterschaft bezeichnet wurde. In den 1980er-Jahren war der Gold Cup Bestandteil der Thundersports Serie, einer privat organisierten Serie von Rennen für Sportprototypen. Der Gold Cup schaffte es danach nicht, in den Kalender der 1985 neu formierten Europäischen Formel-3000-Meisterschaft aufgenommen zu werden, etablierte sich ab 1989 aber als regelmäßiger Bestandteil der Britischen Formel-3000-Meisterschaft, die sich zeitweise auch als Britische Formel-2-Meisterschaft vermarktete. Der letzte Gold Cup in diesem Rahmen fand 1996 statt. Auch danach gab es regelmäßig weiterhin Automobilrennen in Oulton Park. So wurden hier von 1999 bis 2001 unter anderem Rennen der Britischen GT-Meisterschaft gefahren. Allerdings hießen diese Rennen nicht mehr International Gold Cup.
In den ersten zwei Jahrzehnten wurde der Oulton Park Gold Cup traditionell im Spätsommer veranstaltet. In der Aurora- und Thundersports-Ära wurde das Rennen vorübergehend ins Frühjahr verlegt, bevor es mit der Britischen Formel-3000-Meisterschaft ab 1989 wieder seinen Platz im Sommer fand.

### Besondere Ereignisse

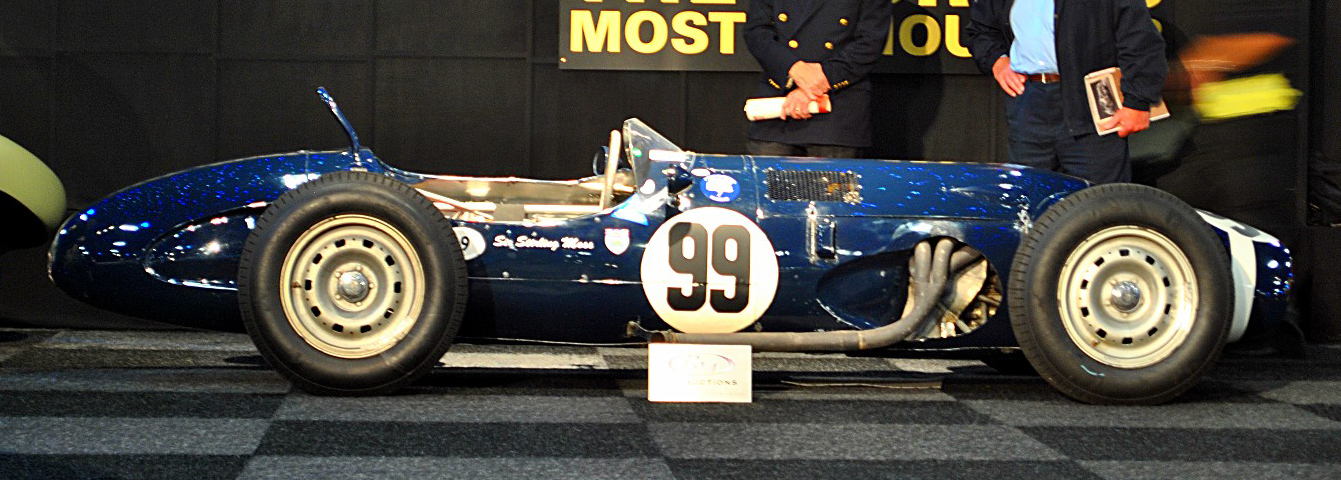
Ferguson P99

Der VIII. Oulton Park International Gold Cup war das einzige Formel-1-Rennen, bei dem ein Fahrzeug mit Allradantrieb gewann: Stirling Moss kam hier im September 1961 im P99 von Ferguson mit knappem Vorsprung vor Jack Brabham als Erster ins Ziel. Das Rennen war er einzige Sieg des P99 und zugleich das letzte Formel-1-Rennen, das ein Auto mit Frontmotor gewann.
Bei der 1991er Ausgabe des Gold Cup, der zu dieser Zeit ein Rennen der Britischen Formel-3000-Meisterschaft war, verunglückte der in der Meisterschaft führende Paul Warwick tödlich. Ihm wurde posthum der Sieg in diesem Rennen zugesprochen; zugleich wurde er am Jahresende Gesamtsieger der Meisterschaft.

## Ergebnisse
Die nachstehende Tabelle gibt die drei Erstplatzierten der Gold-Cup-Rennen von 1954 bis 1996 wieder. Die Klammerzusätze enthalten jeweils Angaben zum Konstrukteur des eingesetzten Fahrzeugs; das einsetzende Team ist damit in den meisten Fällen nicht identisch.
| Auflage | Datum              | Klasse                                  | Sieger                                  | Zweiter                                    | Dritter                                   | Pole-Position                             | Schnellste Rennrunde                         |
| ------- | ------------------ | --------------------------------------- | --------------------------------------- | ------------------------------------------ | ----------------------------------------- | ----------------------------------------- | -------------------------------------------- |
| 1       | 7. August 1954     | Formel 1 (WM-frei)                      | Stirling Moss (Maserati)                | Reg Parnell (Ferrari)                      | Bob Gerard (Cooper)                       | Bob Gerard (Cooper)                       | Stirling Moss (Maserati)                     |
| 2       | 24. September 1955 | Formel 1 (WM-frei)                      | Stirling Moss (Maserati)                | Mike Hawthorn (Ferrari)                    | Desmond Titterington (Vanwall)            | Mike Hawthorn (Ferrari)                   | Stirling Moss (Maserati)                     |
| 3       | 22. September 1956 | Formel 2                                | Roy Salvadori (Cooper)                  | Tony Brooks (Cooper)                       | Ron Flockhart (Lotus)                     | Tony Brooks (Cooper)                      | Roy Salvadori (Cooper)                       |
| 4       | 5. Oktober 1957    | Formel 2                                | Jack Brabham (Cooper)                   | Cliff Allison (Lotus)                      | Tony Marsh (Cooper)                       | Tony Marsh (Cooper)                       | Graham Hill (Lotus)                          |
| 5       | 20. September 1958 | Sportwagen                              | Roy Salvadori (Lotus)                   | Ivor Bueb (Lister)                         | Bruce Halford (Lister)                    |                                           | Roy Salvadori (Lotus)                        |
| 6       | 26. September 1959 | Formel 1 (WM-frei)                      | Stirling Moss (Cooper)                  | Jack Brabham (Cooper)                      | Chris Bristow (Cooper)                    | Stirling Moss (Cooper)                    | Stirling Moss (Cooper)                       |
| 7       | 24. September 1960 | Formel 1 (WM-frei)                      | Stirling Moss (Lotus)                   | Jack Brabham (Cooper)                      | Graham Hill (BRM)                         | Stirling Moss (Lotus)                     | Jim Clark (Lotus)                            |
| 8       | 23. September 1961 | Formel 1 (WM-frei)                      | Stirling Moss (Ferguson)                | Jack Brabham (Cooper)                      | Bruce McLaren (Cooper)                    | Bruce McLaren (Cooper)                    | Stirling Moss (Ferguson)                     |
| 9       | 1. September 1962  | Formel 1 (WM-frei)                      | Jim Clark (Lotus)                       | Graham Hill (BRM)                          | Jack Brabham (Brabham)                    | Richie Ginther (BRM)                      | Jim Clark (Lotus)                            |
| 10      | 21. September 1963 | Formel 1 (WM-frei)                      | Jim Clark (Lotus)                       | Richie Ginther (BRM)                       | Graham Hill (BRM)                         | Jim Clark (Lotus)                         | Jim Clark (Lotus)                            |
| 11      | 19. September 1964 | Formel 2                                | Jack Brabham (Brabham)                  | Jim Clark (Lotus)                          | Jackie Stewart (Lotus)                    | Jack Brabham (Brabham)                    | Jim Clark (Lotus)                            |
| 12      | 18. September 1965 | Formel 2                                | John Surtees (Lola)                     | Denis Hulme (Brabham)                      | Graham Hill (Lotus)                       | Denis Hulme (Brabham)                     | Denis Hulme (Brabham) Jim Clark (Lotus)      |
| 13      | 17. September 1966 | Formel 1 (WM-frei)                      | Jack Brabham (Brabham)                  | Denis Hulme (Brabham)                      | Jim Clark (Lotus)                         | Jack Brabham (Brabham)                    | Jack Brabham (Brabham) Denis Hulme (Brabham) |
| 14      | 16. September 1967 | Formel 1 (WM-frei)                      | Jack Brabham (Brabham)                  | Jackie Stewart (Matra)                     | Graham Hill (Lotus)                       | Jack Brabham (Brabham)                    | Jack Brabham (Brabham)                       |
| 15      | 17. August 1968    | Formel 1 (WM-frei)                      | Jackie Stewart (Matra)                  | Chris Amon (Ferrari)                       | Jackie Oliver (Lotus)                     | Graham Hill (Lotus)                       | Jackie Stewart (Matra) Chris Amon (Ferrari)  |
| 16      | 16. August 1969    | Formel 1 (WM-frei) Formel 2 Formel 5000 | Jacky Ickx (Brabham)                    | Jochen Rindt (Lotus)                       | Andrea de Adamich (Surtees)               | Jackie Stewart (Matra)                    | Jacky Ickx (Brabham)                         |
| 17      | 22. August 1970    | Formel 1 (WM-frei) Formel 5000          | John Surtees (Surtees)                  | Jackie Oliver (BRM)                        | Frank Gardner (Lola)                      | John Surtees (Surtees)                    | Jackie Stewart (Tyrrell)                     |
| 18      | 22. August 1971    | Formel 1 (WM-frei) Formel 5000          | Peter Gethin (BRM)                      | Henri Pescarolo (March)                    | Howden Ganley (BRM)                       | Peter Gethin (BRM)                        | John Surtees (Surtees)                       |
| 19      | 29. Mai 1972       | Formel 1 (WM-frei) Formel 5000          | Denis Hulme (McLaren)                   | Emerson Fittipaldi (Lotus)                 | Tim Schenken (Surtees)                    | Peter Gethin (BRM)                        | Denis Hulme (McLaren)                        |
| 20      | 9. September 1973  | Formel 5000                             | Peter Gethin (Chevron)                  | Teddy Pilette (Chevron)                    | Tony Dean (Chevron)                       | Peter Gethin (Chevron)                    | Peter Gethin (Chevron)                       |
| 21      | 8. September 1974  | Formel 5000                             | Ian Ashley (Lola)                       | Teddy Pilette (Chevron)                    | Keith Holland (Lola)                      | Bob Evans (Lola)                          | Ian Ashley (Lola)                            |
| 22      | 6. September 1975  | Formel 5000                             | David Purley (Chevron)                  | Vern Schuppan (Lola)                       | Teddy Pilette (Lola)                      | Alan Jones (March)                        | Alan Jones (March)                           |
| 23      | 18. September 1976 | Shellsport G8 (Formula Libre)           | Guy Edwards (Brabham)                   | Brian Henton (Boxer)                       | Keith Holland (Lola)                      | Guy Edwards (Brabham)                     | Guy Edwards (Brabham)                        |
| 24      | 8. April 1977      | Shellsport G8 (Formula Libre)           | Derek Bell (Penske)                     | Bruce Allison (Chevron)                    | Val Musetti (March)                       | Guy Edwards (March)                       | Derek Bell (Penske)                          |
| 25      | 24. März 1978      | Aurora-Serie                            | Tony Trimmer (McLaren)                  | Emilio de Villota (McLaren)                | John Cooper (Williams)                    | Tony Trimmer (McLaren)                    | Tony Trimmer (McLaren)                       |
| 26      | 13. April 1979     | Aurora-Serie                            | Dave Kennedy (Wolf)                     | Guy Edwards (Fittipaldi)                   | Desiré Wilson (Tyrrell)                   | Guy Edwards (Fittipaldi)                  | Dave Kennedy (Wolf)                          |
| 27      | 4. April 1980      | Aurora-Serie                            | Guy Edwards (Arrows)                    | Emilio de Villota (Williams)               | Ray Mallock (Surtees)                     | Emilio de Villota (Williams)              | Emilio de Villota (Williams)                 |
|         | 1981               | Kein Oulton Park International Gold Cup | Kein Oulton Park International Gold Cup | Kein Oulton Park International Gold Cup    | Kein Oulton Park International Gold Cup   | Kein Oulton Park International Gold Cup   | Kein Oulton Park International Gold Cup      |
| 28      | 9. April 1982      | Britische Formel-1-Meisterschaft        | Tony Trimmer (Fittipaldi)               | Warren Booth (Shadow)                      | Arnold Glass (McLaren)                    | Jim Crawford (Ensign)                     | Jim Crawford (Ensign)                        |
| 29      | 25. Juni 1983      | Thundersports (Formula Libre)           | Richard Budge Vin Malkie (Chevron)      | Jeremie Rossiter David Sutherland (Royale) | Mike O’Brian Phil Martyn-Dye (Aquila)     | Desiré Wilson Siegfried Brunn (Porsche)   |                                              |
| 30      | 20. April 1984     | Thundersports (Formula Libre)           | Ian Taylor Pete Lovett (Lola)           | Richard Budge Vin Malkie (Chevron)         | Dave Kennedy Eric Paterson (Ibec-Hesketh) | Dave Kennedy Eric Paterson (Ibec-Hesketh) |                                              |
| 31      | 5. April 1985      | Thundersports (Formula Libre)           | Neil Crang Tim Lee-Davey (Tiga)         | Chester Wedgwood Marcus Pye (Chevron)      | Richard Budge Vin Malkie (Chevron)        | Neil Crang Tim Lee-Davey (Tiga)           |                                              |
| 32      | 28. März 1986      | Thundersports (Formula Libre)           | John Foulston John Brindley (Lola)      | Mike Catlow Duncan Bain (Chevron)          | Chester Wedgwood John Morrison (Tiga)     | James Wallis James Weaver (Lola)          |                                              |
| 33      | 17. April 1987     | Thundersports (Formula Libre)           | John Foulston John Brindley (Lola)      | Sean Walker Evan Clements (TOJ)            | Jim McGaughay Jeff Wilson (Grange)        | John Foulston John Brindley (Lola)        |                                              |
| 34      | 21. August 1988    | Britische Formel-3-Meisterschaft        | Gary Brabham (Ralt)                     | JJ Lehto (Reynard)                         | Damon Hill (Ralt)                         | JJ Lehto (Reynard)                        | JJ Lehto (Reynard)                           |
| 35      | 13. August 1989    | Britische Formel-3000-Meisterschaft     | Paolo Carcasci (Reynard)                | Gary Brabham (Reynard)                     | Andrew Gilbert-Scott (Reynard)            | Roland Ratzenberger (Reynard)             | Roland Ratzenberger (Reynard)                |
| 36      | 12. August 1990    | Britische Formel-3000-Meisterschaft     | Richard Dean (Reynard)                  | Alain Menu (Reynard)                       | Pedro Chaves (Reynard)                    | Richard Dean (Reynard)                    | Richard Dean (Reynard)                       |
| 37      | 22. Juli 1991      | Britische Formel-3000-Meisterschaft     | Paul Warwick (Reynard)                  | Richard Dean (Lola)                        | Phil Andrews (Lola)                       | Paul Warwick (Reynard)                    | Paul Warwick (Reynard)                       |
| 38      | 19. Juli 1992      | Britische Formel-2-Meisterschaft        | Yvan Muller (Reynard)                   | Jason Elliott (Reynard)                    | Peter Olsson (Reynard)                    | Yvan Muller (Reynard)                     | Yvan Muller (Reynard)                        |
|         | 1993–1995          | Kein Oulton Park International Gold Cup | Kein Oulton Park International Gold Cup | Kein Oulton Park International Gold Cup    | Kein Oulton Park International Gold Cup   | Kein Oulton Park International Gold Cup   | Kein Oulton Park International Gold Cup      |
| 39      | 6. Juli 1996       | Britische Formel-2-Meisterschaft        | Gareth Rees (Reynard)                   | Gonzalo Rodríguez (Reynard)                | Werner Lupberger (Reynard)                | Gareth Rees (Reynard)                     | Gareth Rees (Reynard)                        |